# Alvare V du Kongo
Alvare V du Kongo (Mpanzu a Nimi  en kikongo et D. Álvaro V en portugais), mort en août 1636, fut roi du Kongo durant quelques mois de février à août 1636.

## Origine
Alvare V appartient au kanda Kimpanzu. Il est serait le demi-frère (utérin ?) de son prédécesseur Alvare IV du Kongo mort le 25 février 1636.

## Règne
La dynastie Kwilu avait bénéficié pour se maintenir au pouvoir de l'aide des deux frères Garcia Nimi et Alvaro Nkanga, deux membres de la vieille noblesse issus, par leur mère Lukeni, du roi Alphonse Ier du Kongo, dont ils étaient les arrière-arrière-petits-enfants. Toutefois des nobles de la cour royale craignaient leur influence grandissante et l'un d'eux, Grégorio, persuade le roi de remplacer Alvaro Nkanga duc de Mbamba par son propre frère nommé Dom Daniel. Les deux favoris réorganisent les troupes et réussissent à vaincre les troupes royales.
Le roi tente alors de les faire assassiner. Ceux-ci en réchappent et Alvaro Nkanga l'ainé se proclame roi sous le nom d'Alvare VI du Kongo. Le roi est capturé et décapité en août 1636. Alvare VI du Kongo, installe de ce fait une nouvelle dynastie, celle des Nlaza (ou Nkanga Mubica),.

## Sources
- (en) Anne Hilton, The Kingdom of Kongo, Clarendon Press, 1985, p. 86 Fig. 1.
- (en) John K. Thorton, The Kingdom of Kongo, ca. 1390-1678. The Development of an African Social Formation, vol. 22, n° 87-88, Systèmes étatiques africains, Cahiers d'études africaines, p. 325-342.
- (en) John K. Thornton, A history of west central Africa to 1850, Cambridge, Cambridge University Press, 2020, 365 p. (ISBN 978-1-107-56593-7), p. 159-161 Kongo: Renewed crisis